# Mary Linwood

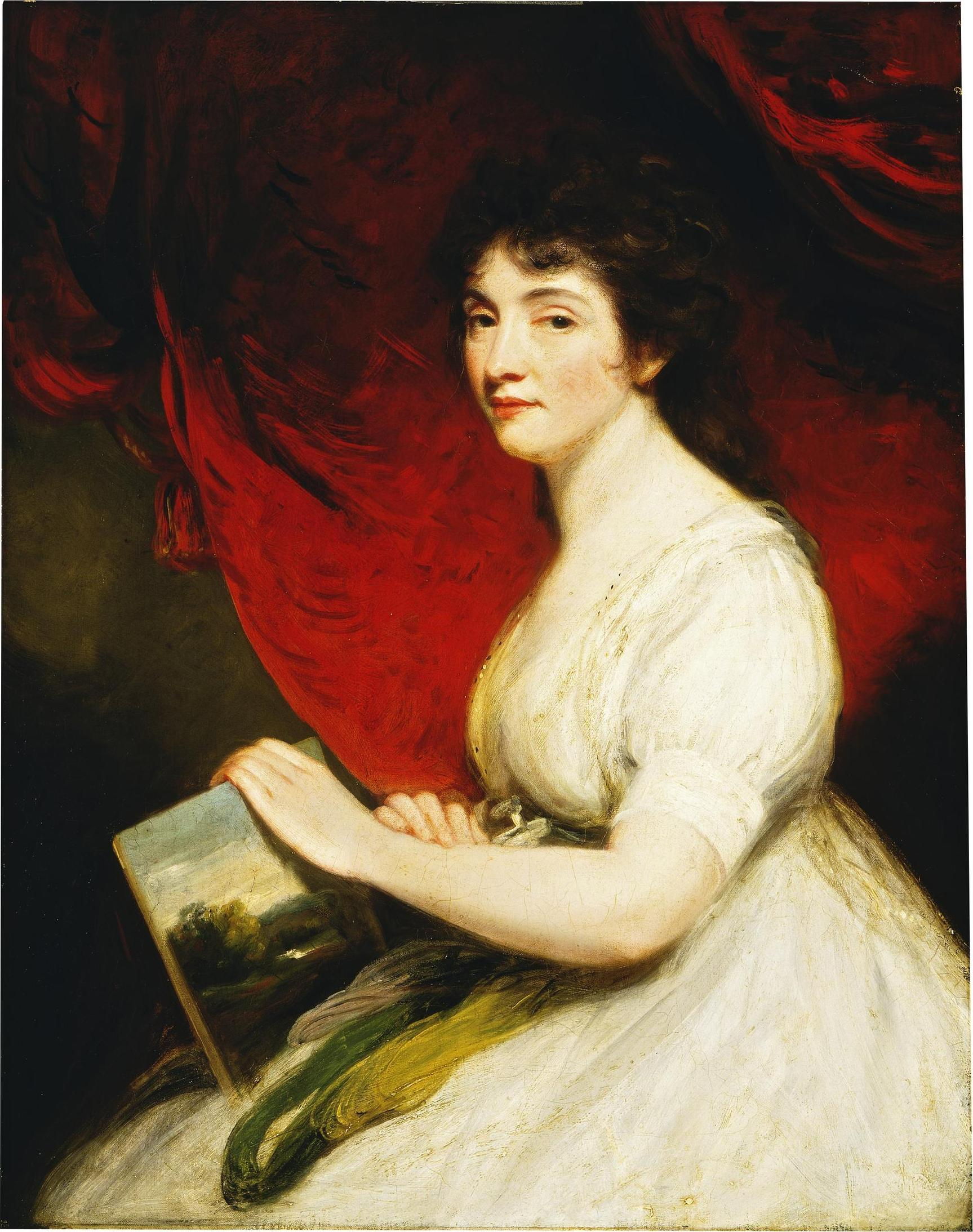
Porträt Mary Linwood von John Hoppner (1758–1810)

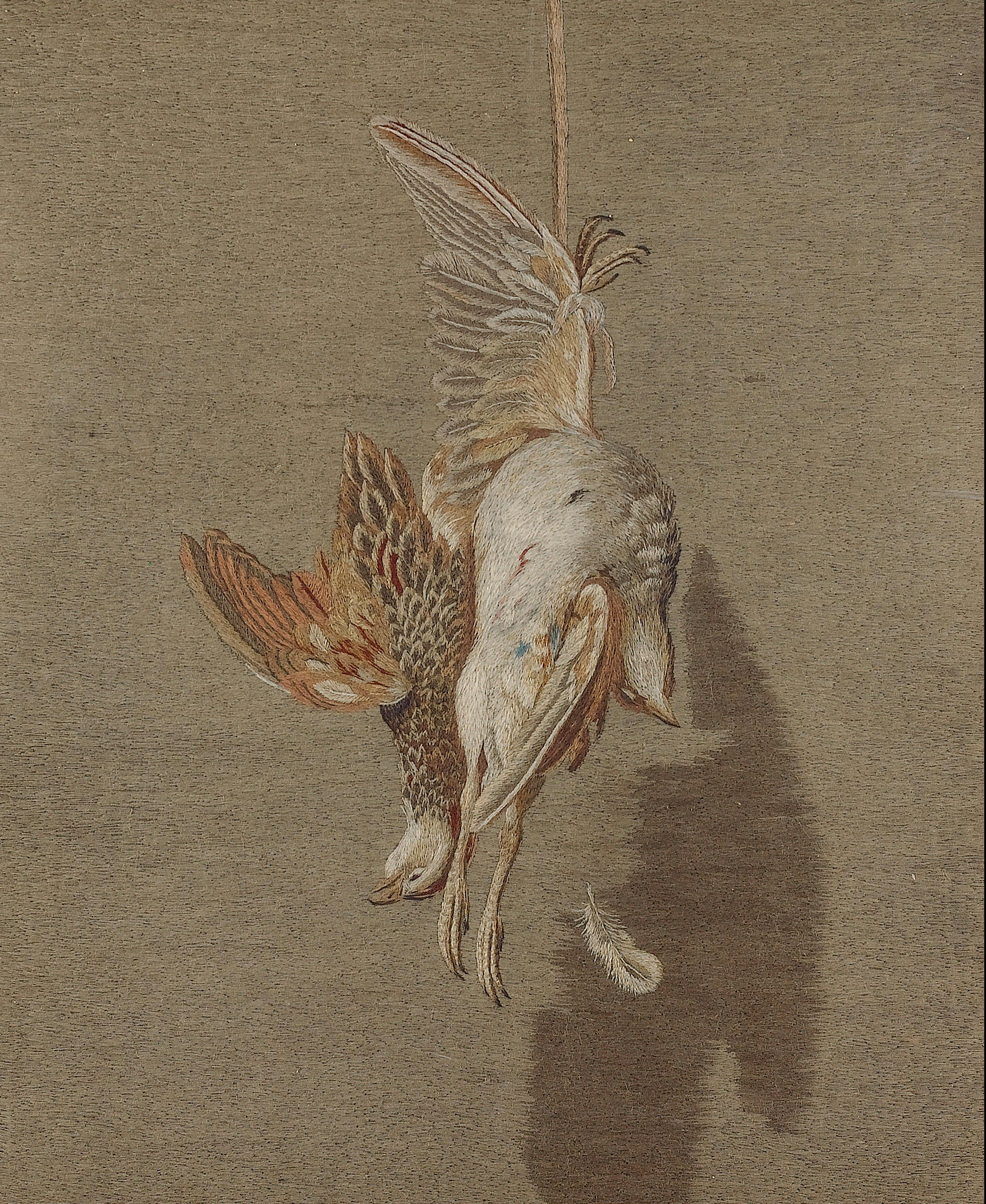
Hängendes Rebhuhn, das nach einem Gemälde von Moses Haughton dem Älteren von Mary Linwood gestickt wurde

 Mary Linwood  (* 18. Juli 1755 in Birmingham; † 2. März 1845 in London) war eine englische Kunststickerin und Leiterin einer Privatschule, die später als Mary Linwood Comprehensive School bekannt wurde.

## Leben und Werk
Linwood war das zweite von sechs Kindern von Matthew Linwood und seiner Frau Hannah Turner. Ihre Mutter eröffnete nach dem Tod des Vaters ein privates Internat in Leicester, die spätere Mary Linwood Comprehensive School. Nachdem ihre Mutter verstorben war, leitete sie die Schule bis kurz vor ihrem Tod. Ihr erstes Bild stickte sie im Alter von 13 Jahren, ihr letztes mit achtundsiebzig Jahren. Fast fünfundsiebzig Jahre lang ahmte sie populäre Gemälde in Kammgarnstickerei nach. 1776 und 1778 wurden ihre Bilder in der Ausstellung der Society of Artists gezeigt. 1786 sandte sie Beispiele an die Gesellschaft zur Förderung der Künste und ihr wurde eine Medaille verliehen, in die die Worte „Ausgezeichnete Nachahmung von Bildern in Handarbeiten“ eingraviert waren. Sie stellte ihre Arbeiten in ganz Europa aus, darunter in Frankreich und Russland, wo ihr Katharina die Große 40.000 Pfund für die gesamte Sammlung anbot. 1808 stellte Charles-Maurice de Talleyrand-Périgord sie Napoleon vor, dessen Porträt sie zweimal stickte. Er wollte, dass sie ihre Ausstellung nach Paris brachte, was aber durch den Ausbruch des Krieges zwischen den beiden Ländern verhindert wurde. 1809 bezog sie eine permanente Galerie im Savile House am Leicester Square, dem ehemaligen Atelier von Sir Joshua Reynolds, wo sie eine Ausstellung mit fünfundfünfzig „Nadelgemälden“ gestaltete, die bis zu ihrem Tod 1845 geöffnet war. Ihre Ausstellungen waren die ersten, die mit Gasbeleuchtung beleuchtet wurden, um bis spät in den Nachmittag Betrachtungen zu ermöglichen. Während ihres jährlichen Besuchs in ihrer Ausstellung in London erkrankte sie 1844 an der Grippe und starb. Sie wurde in der St. Margaret’s Church in Leicester beigesetzt, wo auch ihre Eltern begraben worden waren. Ihre gesamte Sammlung wurde bei Christie’s versteigert, nachdem sowohl das British Museum als auch das House of Lords zuvor ihr Angebot abgelehnt hatten, ihnen ihre Sammlung zu spenden.
Sie arbeitete mit unterschiedlich langen Stichen an speziell für sie in Leicester hergestellten Stoffen. Ihre langen und kurzen Stiche sahen aus wie Pinselstriche und ihre Sticktechnik wurde von vielen nachgemacht. Ihre Kopien von Gemälden alter Meister aus Crewel-Wolle (benannt nach dem Crewel oder der verwendeten Kammgarnwolle) erlangten seit ihrer ersten Londoner Ausstellung im Jahr 1787 großen Ruhm. Ihr Exemplar eines Gemäldes des italienischen Künstlers Salvator Rosa wurde für mehr als das Original verkauft. Sie war so erfolgreich, dass sie John Hoppner beauftragen konnte, ihr Porträt zu malen. Zu dieser Zeit war er Hauptmaler des Prince of Wales (später George IV) und der wichtigste Porträtist in England. Charles Dickens erwähnte sie in „A Plated Article“, seiner Beschreibung eines Besuchs in Staffordshire, die in „Reprinted Pieces“ zu finden ist. Stickhistoriker führen sie zusammen mit Mary Knowles und Anne Eliza Morritt als die bemerkenswerteste Nadelmalerin an, die die Praxis der Berliner Wollarbeit, bekannt als Nadelspitze, inspiriert hat.